# إل. برادفورد برنس
إل. برادفورد برنس (بالإنجليزية: L. Bradford Prince)‏ هو محامي وقاضي وسياسي أمريكي، ولد في 3 يوليو 1840 في الولايات المتحدة، وتوفي في 22 ديسمبر 1922 في كوينز في الولايات المتحدة. حزبياً، نشط في الحزب الجمهوري. وقد انتخب Governor of the Territory of New Mexico ‏ (1889 – 1893) وانتخب عضو جمعية ولاية نيويورك وانتخب عضو مجلس ولاية نيويورك.